# Arroyito (Paraguai)
Arroyito é um distrito do Paraguai, localizado no departamento de Concepción. Foi criado em 22 de novembro de 2016. Possui área de 2392 km² e 4148 habitantes. Emancipado do município de Horqueta. 

## Transporte
O município de Arroyito é servido pela seguinte rodovia:
- Ruta 05, que liga a localidade de Pozo Colorado - zona rural do municípío de Villa Hayes (Departamento de Presidente Hayes) -  à cidade de Ponta Porã (Mato Grosso do Sul) - (BR-463)[6][7][8]